# Osiedle 26 Marca w Wodzisławiu Śląskim

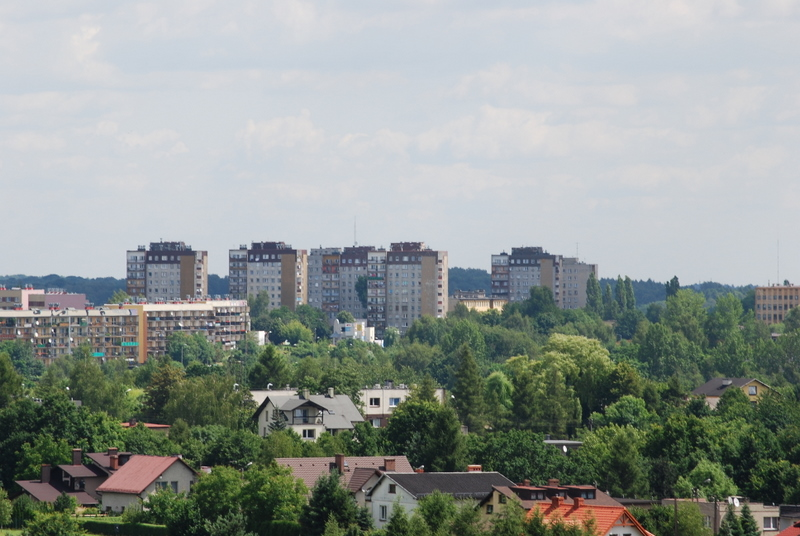
Widok na Os. 26 Marca w Wodzisławiu Śl.

Osiedle 26 Marca w Wodzisławiu Śląskim – osiedle przy ulicy o tej samej nazwie, zwane inaczej „Szpitalem” ze względu na położenie przy Szpitalu Miejskim. Położone jest administracyjnie w dzielnicy Nowe Miasto.

## Zabudowanie
Na terenie osiedla znajdują się 3 bloki mieszkalne oraz 7 wieżowców, zespół specjalistycznych poradni lekarskich, Sklep „Impuls” wraz z przyległym pawilonem handlowym.
| Położenie                                | Kondygnacje | Administracja          |
| ---------------------------------------- | ----------- | ---------------------- |
| Wodzisław Śląski, ul. 26 Marca 116       | 10 + 1      | Wspólnota Mieszkaniowa |
| Wodzisław Śląski, ul. 26 Marca 118 – 128 | 4 + 1       | SM JAS-MOS             |
| Wodzisław Śląski, ul. 26 Marca 130 – 138 | 4 + 1       | SM ROW                 |
| Wodzisław Śląski, ul. 26 Marca 140 – 152 | 4 + 1       | SM JAS-MOS             |
| Wodzisław Śląski, ul. 26 Marca 154       | 10 + 1      | SM ROW                 |
| Wodzisław Śląski, ul. 26 Marca 156       | 10 + 1      | SM ROW                 |
| Wodzisław Śląski, ul. 26 Marca 158       | 10 + 1      | SM ROW                 |
| Wodzisław Śląski, ul. 26 Marca 166       | 10 + 1      | SM ROW                 |
| Wodzisław Śląski, ul. 26 Marca 168       | 10 + 1      | SM ROW                 |
| Wodzisław Śląski, ul. 26 Marca 170       | 10 + 1      |                        |